# Jack Riley
John Albert "Jack" Riley Jr., född 30 december 1935 i Cleveland i Ohio, död 19 augusti 2016 i Los Angeles i Kalifornien, var en amerikansk skådespelare, komiker och författare. Han gjorde bland annat rösten till karaktären Stu Pickles i Rugrats-serien.